# Equus hemionus onager
El onagro persa (Equus hemionus onager) es una subespecie de asno salvaje asiático (Equus hemionus) nativa de Asia Central.

## Distribución
En el pasado estuvo presente en las estepas que van desde el Turquestán Occidental hasta el noreste de Persia y el noroeste de Afganistán. Es probable que en el pasado haya habitado tan lejos como Arabia y Mesopotamia y es posible que se haya extendido hasta Siria. En la actualidad su área de distribución está limitada a algunas áreas protegidas de Irán. En particular en el área protegida de Jar Turán en la provincia de Semnán, donde hay un estimado de 471 ejemplares, y en la provincia de Fars en el área protegida de Bahram-e-Goor, donde se estiman 96 individuos.